# Cyclosa hexatuberculata
Cyclosa hexatuberculata là một loài nhện trong họ Araneidae.
Loài này thuộc chi Cyclosa. Cyclosa hexatuberculata được Benoy Krishna Tikader miêu tả năm 1982.